# FC Twente in het seizoen 2008/09 (mannen)
Het seizoen 2008/2009 is het 44e jaar in het bestaan van de Enschedese voetbalclub FC Twente. De Tukkers kwamen uit in de Nederlandse Eredivisie, namen deel aan het toernooi om de KNVB beker en speelden voor het eerst in de geschiedenis van de club in de voorronde van de Champions League. Het beloftenteam van FC Twente kwam door het kampioenschap in 2007/08 net als het eerste uit in het toernooi om de KNVB beker.
Na de verbouwing, die kort voor de thuiswedstrijd op 13 september 2008 tegen NEC gereed was, werd het Arke Stadion hernoemd in De Grolsch Veste en uitgebreid van 13.250 naar 24.000 plaatsen. Voor de thuiswedstrijd op 13 augustus tegen Arsenal in de voorronde van de Champions League werd in verband met de verbouwing nog uitgeweken naar GelreDome in Arnhem.

## Wedstrijdstatistieken

### Oefenduels

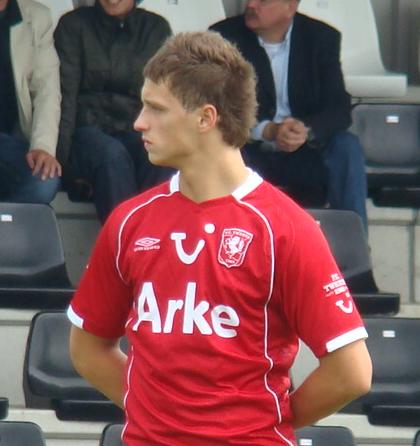
Marko Arnautović is topscorer in de oefenduels.

| Datum + plaats                   | Wedstrijd                         | Uitslag       | Scoreverloop |
| -------------------------------- | --------------------------------- | ------------- | --- |
| 28 juni 2008 Hengelo             | Hengelose Selectie - FC Twente    | 0 - 5 (0 - 1) | 38' Huysegems 0-1, 47' Gerritsen 0-2, 72' Hersi 0-3, 80' Arnautović (pen.) 0-4, 82' Arnautović 0-5                                                                                        |
| 1 juli 2008 Geesteren            | RKVV STEVO - FC Twente            | 1 - 9 (1 - 4) | 11' Janssen 0-1, 16' Arnautović 0-2, 33' Hersi 0-3, 39' Arnautović 0-4, 40' Voshaar (pen.) 1-4, 50' Huysegems 1-5, 60' Huysegems 1-6, 70' Nkufo 1-7, 75' Huysegems 1-8, 87' Huysegems 1-9 |
| 2 juli 2008 Haaksbergen          | Selectie Haaksbergen - FC Twente  | 1 - 5 (1 - 2) | 8' Hersi 0-1, 28' Wielens 1-1, 44' Denneboom 1-2, 57' Arnautović 1-3, 78' Elia 1-4, 87' Elia 1-5                                                                                          |
| 5 juli 2008 Vriezenveen          | Selectie Twenterand - FC Twente   | 1 - 5 (0 - 3) | 26' Zomer 0-1, 39' Tioté 0-2, 43' Huysegems 0-3, 51' Huysegems 0-4, 65' Dogger 1-4, 88' Arnautović 1-5                                                                                    |
| 8 juli 2008 Alstätte (Dld.)      | FC Farul Constanța - FC Twente    | 2 - 3 (1 - 1) | 22' Willian 1-0, 33' Gerritsen 1-1, 48' Nae 2-1, 51' Arnautović 2-2, 70' Huysegems 2-3 |
| 12 juli 2008 Mariënberg          | FC Zwolle - FC Twente             | 2 - 3 (1 - 0) | 8' Van Polen 1-0, 47' Oliver 2-0, 50' Arnautović 1-1, 60' Huysegems 2-2, 84' Arnautović 2-3                                                                                               |
| 22 juli 2008 Geesteren           | FC Twente - BV Veendam            | 3 - 0 (1 - 0) | 30' Janssen 1-0, 80' Arnautović 2-0, 86' Gerritsen 3-0 |
| 26 juli 2008 Oldenzaal           | FC Twente - Olympiakos Piraeus    | 2 - 0 (1 - 0) | 13' Huysegems 1-0, 50' Arnautović 2-0 |
| 1 augustus 2008 Bielefeld (Dld.) | Arminia Bielefeld - FC Twente     | 0 - 0 (0 - 0) | |
| 5 augustus 2008 Emmen            | FC Twente - Ankaraspor AŞ         | 2 - 0 (0 - 0) | 51' Arnautović 1-0, 75' Janssen 2-0 |
| 16 augustus 2008 Hardenberg      | FC Twente - UD Almería            | 0 - 1 (0 - 0) | 80' Natalio 0-1 |
| 4 september 2008 Osnabrück       | VfL Osnabrück - FC Twente         | 0 - 2 (0 - 2) | 28' Denneboom 0-1, 38' Wielaert 0-2 |
| 8 januari 2009 La Manga (Spa.)   | SD Ciudad de Santiago - FC Twente | 1 - 1 (0 - 1) | 20' Huysegems 0-1, 63' Suley 1-1 |

Topscorers in de oefenduels
| # | Naam              | Goals |
| - | ----------------- | ----- |
| 1 | Marko Arnautović  | 12    |
| 2 | Stein Huysegems   | 11    |
| 3 | Patrick Gerritsen | 3     |
| 3 | Youssouf Hersi    | 3     |
| 3 | Theo Janssen      | 3     |
| 6 | Romano Denneboom  | 2     |
| 6 | Eljero Elia       | 2     |

### Eredivisie
| | |               |                                                                    | |
| 30 augustus 2008 | Roda JC | 1 - 1 (0 - 0) | FC Twente                                                          | Opstelling FC Twente: |
| Parkstad Limburg Stadion 15.000 toeschouwers Ben Haverkort | Andres Oper 84' |               | 56' Eljero Elia                                                    | Michajlov, Wellenberg, Wielaert , Douglas, Braafheid, Brama, Huysegems, Tioté, Denneboom (65' Janssen), Nkufo, Elia Elia (52'), Nkufo (90')                                                                |
| | |               |                                                                    | |
| 13 september 2008 | FC Twente | 1 - 1 (1 - 0) | N.E.C.                                                             | Opstelling FC Twente: |
| De Grolsch Veste 23.550 toeschouwers Pieter Vink | Eljero Elia 28' |               | 88' Joël Tshibamba                                                 | Boschker, Stam, Wielaert , Douglas, Braafheid, Brama (79' Wellenberg), Pérez (65' Hersi), Tioté, Denneboom, Nkufo, Elia                                                                                    |
| | |               |                                                                    | |
| 21 september 2008 | FC Volendam | 1 - 2 (0 - 0) | FC Twente                                                          | Opstelling FC Twente: |
| Kras Stadion 5.000 toeschouwers Reinold Wiedemeijer | Rowin van Zaanen 64'                                                                                                   |               | 54' Theo Janssen 63' Eljero Elia                                   | Boschker, Stam (72' Wellenberg), Wielaert , Douglas, Braafheid, Brama, Pérez (62' Hersi), Janssen, Denneboom (62' Huysegems), Nkufo, Elia                                                                  |
| | |               |                                                                    | |
| 27 september 2008 | FC Twente | 3 - 0 (1 - 0) | De Graafschap                                                      | Opstelling FC Twente: |
| De Grolsch Veste 23.200 toeschouwers Tom van Sichem | Nkufo 33' Romano Denneboom 75' Stein Huysegems 90'                                                                     |               |                                                                    | Boschker, Stam, Wielaert , Douglas, Braafheid, Brama, Pérez (74' Hersi), Janssen (90' Heubach), Denneboom (87' Huysegems), Nkufo, Elia                                                                     |
| | |               |                                                                    | |
| 5 oktober 2008 | FC Utrecht | 3 - 0 (1 - 0) | FC Twente                                                          | Opstelling FC Twente: |
| Stadion Galgenwaard 19.000 toeschouwers Jack van Hulten | Loïc Loval 9' Francis Dickoh 51' Nick de Jong 90'                                                                      |               |                                                                    | Boschker, Stam, Wielaert , Douglas, Braafheid, Brama, Hersi (64' Pérez), Tioté (77' Arnautović), Huysegems (82' Denneboom), Nkufo, Elia Braafheid (36'), Stam (40'), Douglas (84')                         |
| | |               |                                                                    | |
| 18 oktober 2008 | FC Twente | 2 - 0 (0 - 0) | Heracles Almelo                                                    | Opstelling FC Twente: |
| De Grolsch Veste 24.000 toeschouwers Jan Wegereef | Marko Arnautović 81' Eljero Elia 90'                                                                                   |               |                                                                    | Boschker, Stam, Wielaert , Douglas, Braafheid (90' Heubach), Brama, Pérez (67' Hersi), Tioté, Denneboom (66' Arnautović), Nkufo, Elia                                                                      |
| - Voorafgaand aan de wedstrijd werd de twee dagen eerder overleden Ab Gritter, voormalig speler van zowel FC Twente als Heracles, met een in memoriam en een minuut stilte herdacht. Marko Arnautović scoorde zijn eerste doelpunt voor Twente in een officiële wedstrijd. | |               |                                                                    | |
| | |               |                                                                    | |
| 26 oktober 2008 | Vitesse | 0 - 2 (0 - 1) | FC Twente                                                          | Opstelling FC Twente: |
| GelreDome 17.136 toeschouwers Ben Haverkort | |               | 10' Marko Arnautović 69' Marko Arnautović                          | Boschker, Stam, Wielaert , Douglas, Heubach, Brama, Hersi (61' Wellenberg), Tioté, Arnautović (90' Chery), Nkufo, Elia (82' Huysegems) Elia (13'), Stam (39'), Heubach (49'), Arnautović (86')             |
| | |               |                                                                    | |
| 29 oktober 2008 | NAC Breda | 0 - 1 (0 - 1) | FC Twente                                                          | Opstelling FC Twente: |
| Rat Verlegh Stadion 16.653 toeschouwers Reinold Wiedemeijer | |               | 11' Edson Braafheid                                                | Boschker, Stam, Wielaert , Douglas, Braafheid, Brama (64' Wellenberg), Hersi (90' Heubach), Tioté, Arnautović (81' Denneboom), Nkufo, Elia Stam (30'), Braafheid (87')                                     |
| - NAC-speler Anthony Lurling werd in de 89e minuut met een rode kaart uit het veld gestuurd, nadat hij Niels Wellenberg in de maag stompte. | |               |                                                                    | |
| | |               |                                                                    | |
| 1 november 2008 | FC Twente | 0 - 2 (0 - 1) | Ajax                                                               | Opstelling FC Twente: |
| De Grolsch Veste 24.000 toeschouwers Roelof Luinge | |               | 40' Siem de Jong 90' Rasmus Lindgren                               | Boschker, Wellenberg (46' Janssen), Wielaert , Douglas, Braafheid, Stam, Hersi (71' Huysegems), Tioté (87' Denneboom), Arnautović, Nkufo, Elia Nkufo (42'), Wielaert (48')                                 |
| | |               |                                                                    | |
| 8 november 2008 | AZ | 3 - 0 (2 - 0) | FC Twente                                                          | Opstelling FC Twente: |
| DSB Stadion 16.493 toeschouwers Pieter Vink | Ari 36' Mounir El Hamdaoui 40' Ari 58'                                                                                 |               |                                                                    | Boschker, Stam, Wielaert , Douglas, Braafheid, Brama, Hersi (67' Janssen), Tioté (51' Wellenberg), Denneboom (67' Huysegems), Nkufo, Elia Tioté (10')                                                      |
| | |               |                                                                    | |
| 16 november 2008 | FC Twente | 1 - 1 (1 - 0) | Feyenoord                                                          | Opstelling FC Twente: |
| De Grolsch Veste 23.028 toeschouwers Ruud Bossen | Blaise Nkufo (pen.) 13'                                                                                                |               | 53' Roy Makaay (pen.)                                              | Boschker, Stam, Wielaert , Douglas, Braafheid, Brama, Hersi (79' Huysegems), Janssen, Arnautović, Nkufo, Elia Douglas (77')                                                                                |
| | |               |                                                                    | |
| 22 november 2008 | FC Twente | 6 - 0 (4 - 0) | sc Heerenveen                                                      | Opstelling FC Twente: |
| De Grolsch Veste 22.800 toeschouwers Eric Braamhaar | Blaise Nkufo 23' Kenneth Pérez 35' Blaise Nkufo 41' Kenneth Pérez 45' Marko Arnautović 47' Blaise Nkufo 72'            |               |                                                                    | Boschker, Stam, Wielaert , Douglas, Braafheid, Brama, Pérez, Janssen (68' Tioté), Arnautović, Nkufo (76' Denneboom), Elia (77' Huysegems)                                                                  |
| - Man of the Match Kenneth Pérez vierde na een maand afwezigheid wegens een blessure zijn rentree met zijn eerste twee doelpunten voor FC Twente en een assist. Ook Blaise Nkufo was op dreef: met drie goals en twee assists was hij bij vijf van de zes doelpunten betrokken. Heerenveen-speler Mika Väyrynen kreeg in de laatste minuut van de wedstrijd zijn tweede gele kaart en derhalve rood. | |               |                                                                    | |
| | |               |                                                                    | |
| 29 november 2008 | ADO Den Haag | 1 - 2 (0 - 1) | FC Twente                                                          | Opstelling FC Twente: |
| ADO Den Haag Stadion 10.000 toeschouwers Richard Liesveld | Leroy Resodihardjo 76'                                                                                                 |               | 9' Theo Janssen 80' Marko Arnautović                               | Boschker, Stam (90' Tioté), Wielaert , Douglas, Braafheid, Brama, Pérez (88' Hersi), Janssen (85' Heubach), Arnautović, Nkufo, Elia Janssen (79')                                                          |
| | |               |                                                                    | |
| 6 december 2008 | FC Twente | 6 - 2 (4 - 0) | Sparta Rotterdam                                                   | Opstelling FC Twente: |
| De Grolsch Veste 23.000 toeschouwers Ed Janssen | Kenneth Pérez 22' Blaise Nkufo 31' Blaise Nkufo 38' Donovan Slijngard (ed) 43' Marko Arnautović 79' Youssouf Hersi 90' |               | 80' Rydell Poepon 85' Arne Slot                                    | Boschker, Stam, Wielaert , Douglas, Braafheid, Brama, Pérez (69' Hersi), Janssen, Arnautović, Nkufo (77' Denneboom), Elia (77' Huysegems)                                                                  |
| - Blaise Nkufo speelde zijn honderdste eredivisiewedstrijd op rij voor FC Twente. De laatste keer dat hij ontbrak was op 17 december 2005, toen hij geschorst was. Mede dankzij twee doelpunten werd hij uitgeroepen tot Man of the Match. | |               |                                                                    | |
| | |               |                                                                    | |
| 14 december 2008 | FC Groningen | 1 - 4 (1 - 2) | FC Twente                                                          | Opstelling FC Twente: |
| Euroborg 22.000 toeschouwers Jan Wegereef | Goran Lovre 45' |               | 17' Marko Arnautović 21' Eljero Elia 68' Ron Stam 90' Blaise Nkufo | Boschker, Stam (90' Wellenberg), Wielaert , Douglas, Braafheid, Brama, Pérez (67' Tioté), Janssen, Arnautović, Nkufo, Elia (51' Huysegems) Pérez (55'), Stam (68')                                         |
| - Met zijn 494e wedstrijd in de Eredivisie kwam Sander Boschker binnen in de toptien van spelers met meeste duels achter hun naam. Hij evenaarde Willem van Hanegem. Nummer één op deze lijst is Pim Doesburg, met 687 wedstrijden. | |               |                                                                    | |
| | |               |                                                                    | |
| 21 december 2008 | FC Twente | 2 - 0 (1 - 0) | Willem II                                                          | Opstelling FC Twente: |
| De Grolsch Veste 22.532 toeschouwers Reinold Wiedemeijer | Douglas 34' Blaise Nkufo 68'                                                                                           |               |                                                                    | Boschker, Stam, Wielaert , Douglas, Braafheid, Brama, Pérez (85' Heubach), Janssen (46' Tioté), Arnautović (73' Denneboom), Nkufo, Elia Douglas (63')                                                      |
| | |               |                                                                    | |
| 27 december 2008 | PSV | 0 - 0 (0 - 0) | FC Twente                                                          | Opstelling FC Twente: |
| Philips Stadion 34.300 toeschouwers Pieter Vink | |               |                                                                    | Boschker, Wellenberg, Wielaert , Braafheid, Heubach, Brama, Pérez, Janssen (58' Tioté), Arnautović, Nkufo, Elia Wielaert (38'), Brama (84')                                                                |
| - Verdedigers Ron Stam en Douglas ontbraken bij Twente wegens blessures. FC Twente stond halverwege de competitie op de derde plaats in de rangschikking van de Eredivisie; zeven punten achter koploper AZ, vier punten achter Ajax en met vier punten voorsprong op PSV. | |               |                                                                    | |
| | |               |                                                                    | |
| 17 januari 2009 | FC Twente | 2 - 1 (1 - 0) | Vitesse                                                            | Opstelling FC Twente: |
| De Grolsch Veste 23.519 toeschouwers Richard Liesveld | Blaise Nkufo 19' Kenneth Pérez 67'                                                                                     |               | 53' Sébastien Sansoni                                              | Boschker, Stam, Wisgerhof, Rajković, Braafheid, Brama, Pérez (75' Hersi), Tioté, Arnautović (81' Huysegems), Nkufo , Elia (90' Janssen) Rajković (26'), Elia (79')                                         |
| - Peter Wisgerhof, die in de winterstop van NEC was overgenomen om de naar Ajax vertrokken Rob Wielaert te vervangen, maakte zijn debuut voor FC Twente. Ook Slobodan Rajković kwam voor het eerst in een competitiewedstrijd in actie, na langdurig door de FIFA te zijn geschorst. Stein Huysegems speelde met een invalbeurt zijn laatste minuten in het Twenteshirt; daags voor deze wedstrijd werd bekend dat hij zou vertrekken naar het Belgische KRC Genk. Blaise Nkufo volgde Wielaert op als aanvoerder en maakte zijn tiende doelpunt van het seizoen. | |               |                                                                    | |
| | |               |                                                                    | |
| 25 januari 2009 | Heracles Almelo | 1 - 2 (0 - 1) | FC Twente                                                          | Opstelling FC Twente: |
| Polman Stadion 8.500 toeschouwers Kevin Blom | Ricky van den Bergh 83'                                                                                                |               | 45' Kenneth Pérez 75' Marko Arnautović                             | Boschker, Stam (85' Wellenberg), Wisgerhof, Rajković, Braafheid, Brama, Pérez (73' Janssen), Tioté, Arnautović (79' Denneboom), Nkufo , Elia Arnautović (39'), Wisgerhof (61'), Braafheid (71')            |
| | |               |                                                                    | |
| 1 februari 2009 | FC Twente | 0 - 0 (0 - 0) | FC Utrecht                                                         | Opstelling FC Twente: |
| De Grolsch Veste 23.250 toeschouwers Tom van Sichem | |               |                                                                    | Boschker, Stam, Wisgerhof, Rajković, Braafheid, Brama, Pérez, Tioté (60' Janssen), Arnautović, Nkufo , Elia (89' Denneboom)                                                                                |
| | |               |                                                                    | |
| 4 februari 2009 | FC Twente | 4 - 1 (2 - 0) | NAC Breda                                                          | Opstelling FC Twente: |
| De Grolsch Veste 23.600 toeschouwers Roelof Luinge | Marko Arnautović 22' Peter Wisgerhof 31' Eljero Elia 60' Romano Denneboom 90'                                          |               | 62' Fouad Idabdelhay                                               | Boschker, Stam (83' Douglas), Wisgerhof, Rajković, Braafheid, Brama, Pérez (71' Hersi), Janssen, Arnautović (87' Denneboom), Nkufo , Elia Arnautović (49')                                                 |
| - Doelman Sander Boschker speelde zijn 500e wedstrijd in de Eredivisie en voor FC Twente en werd voorafgaand aan de wedstrijd daarvoor gehuldigd. Hij maakte zijn debuut op 26 november 1989 in een thuiswedstrijd tegen Haarlem. Door de overwinning steeg Twente naar een tweede plaats in de rangschikking, negen punten achter koploper AZ en met twee punten voorsprong op Ajax. | |               |                                                                    | |
| | |               |                                                                    | |
| 8 februari 2009 | De Graafschap | 2 - 2 (1 - 1) | FC Twente                                                          | Opstelling FC Twente: |
| De Vijverberg 12.700 toeschouwers Ruud Bossen | Stephan Keller 26' Luuk de Jong 52'                                                                                    |               | 24' Blaise Nkufo 83' Blaise Nkufo (pen.)                           | Boschker, Stam (57' Douglas), Wisgerhof, Rajković (74' Tioté), Braafheid, Brama (74' Denneboom), Pérez, Janssen, Arnautović, Nkufo , Elia Rajković (36'), Braafheid (79')                                  |
| | |               |                                                                    | |
| 14 februari 2009 | FC Twente | 2 - 1 (2 - 1) | FC Volendam                                                        | Opstelling FC Twente: |
| De Grolsch Veste 23.200 toeschouwers Pol van Boekel | Marko Arnautović 28' Blaise Nkufo (pen.) 34'                                                                           |               | 6' Paul de Lange (pen.)                                            | Boschker, Wellenberg, Wisgerhof, Rajković, Braafheid, Brama, Pérez (71' Hersi), Janssen (83' Tioté), Arnautović, Nkufo , Elia Pérez (5'), Wisgerhof (84'), Rajković (90')                                  |
| - Volendam-speler Gerry Koning werd in de 19e minuut na een tweede gele kaart het veld uit gestuurd. | |               |                                                                    | |
| | |               |                                                                    | |
| 22 februari 2009 | Sparta Rotterdam | 1 - 2 (1 - 1) | FC Twente                                                          | Opstelling FC Twente: |
| Sparta-Stadion Het Kasteel 10.145 toeschouwers Serge Gumienny | Ruud Knol (p) 31' |               | 4' Sander van Gessel (ed) 90' Theo Janssen                         | Boschker, Stam (83' Douglas), Wisgerhof, Rajković, Braafheid, Brama (46' Tioté), Pérez (46' Hersi), Janssen, Arnautović, Nkufo , Elia Janssen (29'), Rajković (30'), Pérez (30'), Tioté (76'), Hersi (89') |
| | |               |                                                                    | |
| 1 maart 2009 | FC Twente | 1 - 0 (1 - 0) | ADO Den Haag                                                       | Opstelling FC Twente: |
| De Grolsch Veste 23.000 toeschouwers Ben Haverkort | Blaise Nkufo 24' |               |                                                                    | Boschker, Stam (86' Wellenberg), Douglas, Wisgerhof, Braafheid, Tioté, Hersi (77' Brama), Janssen, Arnautović (90' Rukavytsya), Nkufo , Elia Nkufo (38')                                                   |
| - Blaise Nkufo maakte zijn 100e competitiedoelpunt voor FC Twente. Aankoop Nikita Rukavytsya debuteerde met een invalbeurt in de 90e minuut. | |               |                                                                    | |
| | |               |                                                                    | |
| 8 maart 2009 | FC Twente | 1 - 1 (0 - 0) | PSV                                                                | Opstelling FC Twente: |
| De Grolsch Veste 23.500 toeschouwers Roelof Luinge | Blaise Nkufo 90' |               | 64' Balázs Dzsudzsák                                               | Boschker, Stam, Wisgerhof, Douglas, Braafheid, Brama (82' Denneboom), Pérez, Tioté (72' Janssen), Arnautović, Nkufo , Elia Tioté (56'), Douglas (70'), Wisgerhof (78')                                     |
| - Dankzij de gelijkmaker in de vierde minuut van de blessuretijd bleef FC Twente in de stand van de Eredivisie stevig op de tweede plaats staan, elf punten achter AZ, maar drie punten voor op Ajax, vier punten voor op Heerenveen en negen punten voor op PSV. | |               |                                                                    | |
| | |               |                                                                    | |
| 14 maart 2009 | Willem II | 0 - 2 (0 - 1) | FC Twente                                                          | Opstelling FC Twente: |
| Koning Willem II Stadion 13.700 toeschouwers Pieter Vink | |               | 10' Blaise Nkufo 84' Marko Arnautović                              | Michajlov, Wellenberg, Wisgerhof, Douglas, Braafheid, Brama, Pérez (71' Hersi), Janssen (22' Tioté), Arnautović, Nkufo , Elia (85' Rajković) Michajlov (78')                                               |
| | |               |                                                                    | |
| 22 maart 2009 | FC Twente | 2 - 1 (1 - 0) | FC Groningen                                                       | Opstelling FC Twente: |
| De Grolsch Veste 23.250 toeschouwers Kevin Blom | Eljero Elia 34' Peter Wisgerhof 72'                                                                                    |               | 89' Marcus Berg                                                    | Michajlov, Stam (44' Denneboom), Wisgerhof, Douglas, Braafheid, Brama, Pérez (90' Rajković), Tioté, Arnautović (78' Hersi), Nkufo , Elia Nkufo (88')                                                       |
| - Groningen-verdediger Andreas Granqvist kreeg in de 12e minuut de rode kaart wegens een opzettelijke handsbal. Blaise Nkufo liep tegen zijn vijfde gele kaart van het seizoen op, waardoor hij in de uitwedstrijd tegen N.E.C. op 3 april geschorst zal zijn. | |               |                                                                    | |
| | |               |                                                                    | |
| 3 april 2009 | N.E.C. | 1 - 1 (0 - 1) | FC Twente                                                          | Opstelling FC Twente: |
| McDOS Goffertstadion 12.500 toeschouwers Jack van Hulten | John Goossens 79' |               | 23' Marko Arnautović                                               | Michajlov, Wellenberg, Wisgerhof, Douglas, Braafheid, Brama, Pérez , Tioté (90' Janssen), Denneboom, Arnautović (86' Rukavytsya), Elia Tioté (7'), Elia (47'), Pérez (72')                                 |
| - N.E.C.-verdediger Youssef El-Akchaoui kreeg in de 88e minuut de rode kaart wegens het duwen van Romano Denneboom. Twente verspeelde voor de tweede keer in dit seizoen tegen N.E.C. kort voor tijd een voorsprong. Ook de thuiswedstrijd eindigde in 1-1. | |               |                                                                    | |
| | |               |                                                                    | |
| 11 april 2009 | FC Twente | 4 - 2 (3 - 1) | Roda JC                                                            | Opstelling FC Twente: |
| De Grolsch Veste 23.900 toeschouwers Dick van Egmond | Romano Denneboom 17' Douglas 35' Slobodan Rajković 43' Eljero Elia 74'                                                 |               | 25' Laurent Delorge 78' Sekou Cissé                                | Michajlov, Douglas, Wisgerhof, Rajković (81' Wellenberg), Braafheid, Brama, Pérez , Janssen (63' Tioté), Arnautović, Denneboom (77' Rukavytsya), Elia                                                      |
| | |               |                                                                    | |
| 18 april 2009 | Feyenoord | 1 - 0 (0 - 0) | FC Twente                                                          | Opstelling FC Twente: |
| Stadion Feijenoord 45.000 toeschouwers Reinold Wiedemeijer | Roy Makaay (p) 77' |               |                                                                    | Boschker, Douglas, Wisgerhof, Rajković, Braafheid, Brama (81' Janssen), Pérez, Tioté, Arnautović (69' Denneboom), Nkufo , Elia Pérez (65'), Brama (74') Douglas (33', 75'), Tioté (72', 84')               |
| - Roy Makaay scoorde zijn negende doelpunt in tien wedstrijden tegen FC Twente. Ook in het eerdere duel dit seizoen benutte hij een strafschop. Feyenoord-speler Giovanni van Bronckhorst moest na een tweede gele kaart in de blessuretijd het veld verlaten. Voor FC Twente was dit het eerste verlies na een reeks van twintig wedstrijden zonder nederlaag. | |               |                                                                    | |
| | |               |                                                                    | |
| 25 april 2009 | sc Heerenveen | 1 - 1 (0 - 0) | FC Twente                                                          | Opstelling FC Twente: |
| Abe Lenstra Stadion 26.000 toeschouwers Roelof Luinge | Paulo Henrique 77' |               | 90' Theo Janssen                                                   | Boschker, Wellenberg (86' Vujičević), Wisgerhof, Rajković, Braafheid, Brama (86' Gerritsen), Hersi, Janssen, Denneboom, Nkufo , Elia Wellenberg (82'), Boschker (84')                                      |
| | |               |                                                                    | |
| 3 mei 2009 | FC Twente | 3 - 0 (0 - 0) | AZ                                                                 | Opstelling FC Twente: |
| De Grolsch Veste 23.800 toeschouwers Kevin Blom | Kenneth Pérez 47' Peter Wisgerhof 60' Eljero Elia 78'                                                                  |               |                                                                    | Boschker, Douglas, Wisgerhof, Rajković, Braafheid (83' Heubach), Tioté, Pérez (89' Hersi), Janssen, Arnautović (72' Denneboom), Nkufo , Elia Pérez (33'), Janssen (53')                                    |
| - Door de 3-0 winst tegen landskampioen AZ en het gelijktijdige 4-0-verlies van Ajax bij Sparta was Twente verzekerd van de tweede plaats in de competitie en daarmee voorronde van de UEFA Champions League. Man of the Match Kenneth Pérez scoorde uit een vrije bal zijn 100e doelpunt in de Eredivisie. AZ-speler Gill Swerts kreeg in de 61e minuut een rode kaart na een charge op Eljero Elia. | |               |                                                                    | |
| | |               |                                                                    | |
| 10 mei 2009 | Ajax | 1 - 0 (0 - 0) | FC Twente                                                          | Opstelling FC Twente: |
| Amsterdam ArenA 29.500 toeschouwers Ruud Bossen | Urby Emanuelson 60' |               |                                                                    | Boschker (46' Michajlov), Wellenberg, Wisgerhof, Douglas (40' Heubach), Braafheid, Brama, Pérez , Janssen (55' Tioté), Denneboom, Arnautović, Elia Douglas                                                 |
| | |               |                                                                    | |

### KNVB beker
| | |                         | | |
| 2e ronde | FC Emmen | 0 - 5 (0 - 2)           | FC Twente                                                                                            | Opstelling FC Twente: |
| 24 september 2008 Univé Stadion 4.662 toeschouwers Eric Braamhaar | |                         | 13' Theo Janssen 26' Youssouf Hersi 54' Stein Huysegems 65' Eljero Elia 90' Eljero Elia              | Boschker, Stam (59' Wellenberg), Wielaert , Douglas, Braafheid (46' Heubach), Brama, Janssen, Hersi, Huysegems, Nkufo (59' Arnautović), Elia                                 |
| - FC Twente plaatste zich door de overwinning bij de laatste 32 in het bekertoernooi. | |                         | | |
| | |                         | | |
| 3e ronde | FC Eindhoven | 2 - 3 (2 - 3)           | FC Twente                                                                                            | Opstelling FC Twente: |
| 12 november 2008 Jan Louwers Stadion 3.200 toeschouwers Pol van Boekel | Tim Nelemans 32' Serhat Koç 45'                                                                                 |                         | 6' Rob Wielaert 15' Eljero Elia 25' Blaise Nkufo                                                     | Boschker, Stam, Douglas (59' Heubach), Wielaert , Braafheid, Brama, Pérez (78' Hersi), Janssen, Arnautović, Nkufo, Elia (79' Huysegems) Stam (52'), Pérez (58'), Hersi (88') |
| - FC Twente plaatste zich door de overwinning bij de laatste 16 in het bekertoernooi. | |                         | | |
| | |                         | | |
| 1/8 finale | ADO Den Haag | 1 - 5 (1 - 4)           | FC Twente                                                                                            | Opstelling FC Twente: |
| 28 januari 2009 ADO Den Haag Stadion 9.880 toeschouwers Jan Wegereef | Richard Knopper 43'                                                                                             |                         | 5' Blaise Nkufo 12' Blaise Nkufo 22' Romano Denneboom 44' Romano Denneboom 84' Youssouf Hersi        | Boschker, Stam, Wisgerhof (74' Douglas), Rajković, Braafheid, Brama, Pérez (64' Hersi), Tioté, Arnautović, Nkufo (64' Janssen), Denneboom Denneboom (39'), Rajković (72')    |
| - De wedstrijd was oorspronkelijk op 22 januari gepland, maar werd op die datum afgelast wegens hevige regenval. FC Twente-keeper Sander Boschker keerde in de 72e minuut een strafschop van Yuri Cornelisse. Door de overwinning plaatste Twente zich voor de kwartfinale.                                  | |                         | | |
| | |                         | | |
| 1/4 finale | FC Twente | 1 - 0 (0 - 0)           | De Graafschap                                                                                        | Opstelling FC Twente: |
| 4 maart 2009 De Grolsch Veste 23.800 toeschouwers Reinold Wiedemeijer | Marko Arnautović 120'                                                                                           | n.v.                    | | Boschker, Stam (120' Hersi), Wisgerhof, Rajković (41' Douglas), Braafheid (99' Heubach), Brama, Pérez, Janssen, Arnautović, Nkufo , Elia Braafheid (44'), Janssen (115')     |
| - Ondanks dat het praktisch eenrichtingsverkeer was richting het doel van De Graafschap, viel de winnende treffer van Marko Arnautović pas in de blessuretijd van de verlenging. Door dit resultaat plaatste FC Twente zich voor het eerst sinds seizoen 2003/04 voor de halve finale van het bekertoernooi. | |                         | | |
| | |                         | | |
| 1/2 finale | FC Twente | 3 - 1 (0 - 1)           | NAC Breda                                                                                            | Opstelling FC Twente: |
| 21 april 2009 De Grolsch Veste 24.000 toeschouwers Pieter Vink | Theo Janssen 53' Romano Denneboom 78' Blaise Nkufo 86'                                                          |                         | 23' Anthony Lurling                                                                                  | Boschker, Douglas, Wisgerhof, Rajković, Braafheid, Brama (46' Tioté), Pérez (82' Hersi), Janssen, Denneboom (90' Wellenberg), Nkufo , Elia                                   |
| - Door de winst plaatste FC Twente zich voor de zesde keer in de historie van de club voor de finale van de KNVB beker. | |                         | | |
| | |                         | | |
| finale | sc Heerenveen                                                                                                   | 2 - 2 (1 - 1, 1 - 0)    | FC Twente                                                                                            | Opstelling FC Twente: |
| 17 mei 2009 Stadion Feijenoord 45.000 toeschouwers Jan Wegereef | Goran Popov 27' Bonaventura Kalou 111' Viktor Elm Michael Dingsdag Michel Breuer Bonaventura Kalou Gerald Sibon | n.v. HVN w.n.s. (5 - 4) | 54' Eljero Elia 118' Youssouf Hersi Theo Janssen Blaise Nkufo Youssouf Hersi Edson Braafheid Douglas | Boschker, Douglas, Wisgerhof (17' Stam), Rajković, Braafheid, Tioté, Pérez (84' Hersi), Janssen, Arnautović (12' Denneboom) Nkufo , Elia Janssen (52'), Elia (101')          |

### Voorronde Champions League
|                                                        |                                                                          |               |                                          | |  |
| 13 augustus 2008                                       | FC Twente                                                                | 0 - 2 (0 - 0) | Arsenal                                  | Opstelling FC Twente: |  |
| GelreDome 26.600 toeschouwers Alberto Undiano Mallenco |                                                                          |               | 63' William Gallas 82' Emmanuel Adebayor | Boschker, Wilkshire, Wielaert , Douglas, Braafheid, Brama, Tioté, Janssen (89' Heubach), Denneboom, Arnautović (90'+1 Gerritsen), Elia (86' Huysegems) Janssen (22')              |  |
|                                                        |                                                                          |               |                                          | |  |
| 27 augustus 2008                                       | Arsenal                                                                  | 4 - 0 (1 - 0) | FC Twente                                | Opstelling FC Twente: |  |
| Emirates Stadium 59.583 toeschouwers Terje Hauge       | Samir Nasri 27' William Gallas 52' Theo Walcott 66' Nicklas Bendtner 89' |               |                                          | Michajlov, Braafheid (86' Rajković), Wielaert , Douglas, Heubach (46' Wellenberg), Brama, Tioté, Janssen, Denneboom, Huysegems, Elia Wielaert (25'), Braafheid (33'), Tioté (41') |  |
|                                                        |                                                                          |               |                                          | |  |

### UEFA Cup
| | |                          | | |
| 18 september 2008 | Stade Rennais | 2 - 1 (1 - 1)            | FC Twente | Opstelling FC Twente: |
| Stade de la Route de Lorient 12.893 toeschouwers William Collum | Stéphane Mbia 36' Carlos Bocanegra 50'                                                                            |                          | 13' Romano Denneboom | Boschker, Stam (76' Wellenberg), Wielaert , Douglas, Braafheid, Brama, Pérez (76' Hersi), Tioté, Denneboom (84' Huysegems), Arnautović, Elia Elia (61'), Douglas (87')                        |
| | |                          | | |
| 2 oktober 2008 | FC Twente | 1 - 0 (0 - 0)            | Stade Rennais | Opstelling FC Twente: |
| De Grolsch Veste 20.366 toeschouwers Anton Genov | Blaise Nkufo 68'                                                                                                  |                          | | Boschker, Stam, Wielaert , Douglas, Braafheid, Brama, Pérez (74' Wellenberg), Janssen (8' Tioté), Denneboom (90' Huysegems), Nkufo, Elia Nkufo (90')                                          |
| - Dankzij het uitdoelpunt in Rennes van Romano Denneboom bekert FC Twente door naar de groepsfase van de UEFA Cup 2008/09. Man of the Match en doelpuntenmaker Blaise Nkufo speelde zijn eerste Europese wedstrijd in dit seizoen na drie wedstrijden schorsing wegens een rode kaart in de UEFA Cup 2007/08. | |                          | | |
| | |                          | | |
| 23 oktober 2008 | FC Twente | 1 - 0 (1 - 0)            | Racing Santander | Opstelling FC Twente: |
| De Grolsch Veste 21.000 toeschouwers Alan Kelly | Romano Denneboom 6'                                                                                               |                          | | Boschker, Stam (65' Wellenberg), Wielaert , Douglas, Heubach, Brama, Pérez (72' Hersi), Tioté, Denneboom (86' Arnautović), Nkufo, Elia Wielaert (51')                                         |
| | |                          | | |
| 6 november 2008 | Manchester City                                                                                                   | 3 - 2 (1 - 1)            | FC Twente | Opstelling FC Twente: |
| City of Manchester Stadium 21.247 toeschouwers Valentin Ivanov | Shaun Wright-Phillips 2' Robinho 57' Benjani Mwaruwari 62'                                                        |                          | 17' Eljero Elia 65' Rob Wielaert                                                                                                 | Boschker, Stam, Wielaert , Douglas, Braafheid, Brama (64' Wellenberg), Hersi, Tioté (80' Janssen), Arnautović (32' Huysegems), Nkufo, Elia Elia (40')                                         |
| | |                          | | |
| 3 december 2008 | FC Twente | 2 - 1 (1 - 0)            | Schalke 04 | Opstelling FC Twente: |
| De Grolsch Veste 24.000 toeschouwers Cüneyt Çakır | Rob Wielaert 3' Kenneth Pérez 55'                                                                                 |                          | 77' Gerald Asamoah | Boschker, Stam (63' Wellenberg), Wielaert , Douglas, Braafheid, Brama, Pérez (75' Tioté), Janssen, Arnautović (90' Denneboom), Nkufo, Elia Brama (28'), Pérez (62'), Boschker (81')           |
| - Door de overwinning is FC Twente met de laatste wedstrijd in de groepsfase nog te gaan al zeker van de volgende ronde. Het is voor het eerst sinds seizoen 1977-1978 dat Twente overwintert in het Europees voetbal. Tot Man of the Match werd doelpuntenmaker Kenneth Pérez gekozen.                       | |                          | | |
| | |                          | | |
| 18 december 2008 | Paris Saint-Germain                                                                                               | 4 - 0 (2 - 0)            | FC Twente | Opstelling FC Twente: |
| Parc des Princes 25.000 toeschouwers Iain Robertson Brines | Peguy Luyindula 8' Stéphane Sessègnon 23' Mateja Kežman 84' Peguy Luyindula 86'                                   |                          | | Boschker, Stam (71' Wellenberg), Douglas, Wielaert , Braafheid, Brama, Tioté, Janssen (79' Pérez), Arnautović, Denneboom, Huysegems Braafheid (27'), Stam (40'), Tioté (60')                  |
| - Bij de stand 2-0 stopte Twente-doelman Sander Boschker een strafschop van Mateja Kežman. Door de overwinning plaatste Paris Saint-Germain zich net als Manchester City en FC Twente voor de volgende ronde. Racing Santander en Schalke 04 werden uitgeschakeld in de groep met vijf ploegen.               | |                          | | |
| | |                          | | |
| 19 februari 2009 | Olympique Marseille                                                                                               | 0 - 1 (0 - 1)            | FC Twente | Opstelling FC Twente: |
| Stade Vélodrome 30.000 toeschouwers Stanislav Soechina | |                          | 22' Marko Arnautović | Boschker, Stam, Douglas, Rajković, Braafheid, Brama, Pérez (90' Janssen), Tioté, Arnautović (53' Denneboom), Nkufo , Elia (90' Heubach) Douglas (15'), Brama (44'), Elia (49'), Pérez (60')   |
| - Eljero Elia ontving zijn derde gele kaart en is daarom geschorst voor de returnwedstrijd. De overwinning was voor FC Twente de eerste Europese uitzege sinds 20 september 2001, toen met 2-1 van Polonia Warschau werd gewonnen.                                                                            | |                          | | |
| | |                          | | |
| 26 februari 2009 | FC Twente | 0 - 1 (0 - 1, 0 - 1)     | Olympique Marseille | Opstelling FC Twente: |
| De Grolsch Veste 24.000 toeschouwers Alon Yefet | Blaise Nkufo Kenneth Pérez Theo Janssen Youssouf Hersi Marko Arnautović Edson Braafheid Douglas Slobodan Rajković | n.v. l'OM w.n.s. (6 - 7) | 24' Hatem Ben Arfa Taye Taiwo Mamadou Niang Hatem Ben Arfa Bakari Koné Karim Ziani Benoît Cheyrou Laurent Bonnart Modeste M'bami | Boschker, Stam (115' Wellenberg), Douglas, Rajković, Braafheid, Brama (79' Janssen), Pérez, Tioté, Denneboom (110' Hersi), Nkufo , Arnautović Arnautović (42'), Tioté (67'), Braafheid (106') |
| | |                          | | |

## Selectie en technische staf

### Selectie
| Nr. | Nat.                 | Naam              | Geboortedatum     | Geboorteplaats  | Vorige club      | Contract |
| --- | -------------------- | ----------------- | ----------------- | --------------- | ---------------- | -------- |
|     |                      | Keepers           |                   |                 |                  |          |
| 1   | Vlag van Nederland   | Sander Boschker   | 20 oktober 1970   | Lichtenvoorde   | Ajax             | 2011     |
| 13  | Vlag van Bulgarije   | Nikolaj Michajlov | 28 juni 1988      | Sofia           | Liverpool        | 2010     |
| 16  | Vlag van Nederland   | Cees Paauwe       | 3 november 1977   | Dronten         | ADO Den Haag     | 2010     |
|     |                      | Verdedigers       |                   |                 |                  |          |
| 3   | Vlag van Nederland   | Edson Braafheid   | 8 april 1983      | Paramaribo      | FC Utrecht       | 2010     |
| 19  | Vlag van Brazilië    | Douglas           | 12 januari 1988   | Florianópolis   | Joinville        | 2012     |
| 12  | Vlag van Nederland   | Jeroen Heubach    | 24 september 1974 | Enschede        | MVV              | 2010     |
| 5   | Vlag van Servië      | Slobodan Rajković | 3 februari 1989   | Belgrado        | Chelsea          | 2009     |
| 22  | Vlag van Nederland   | Niels Wellenberg  | 9 augustus 1982   | Deventer        | Go Ahead Eagles  | 2011     |
| 4   | Vlag van Nederland   | Peter Wisgerhof   | 19 november 1979  | Wageningen      | N.E.C.           | 2012     |
|     |                      | Middenvelders     |                   |                 |                  |          |
| 6   | Vlag van Nederland   | Wout Brama        | 21 augustus 1986  | Almelo          | —                | 2012     |
| 17  | Vlag van Nederland   | Youssouf Hersi    | 20 augustus 1982  | Diredawa        | Vitesse          | 2010     |
| 24  | Vlag van Nederland   | Theo Janssen      | 27 juli 1981      | Arnhem          | Vitesse          | 2012     |
| 10  | Vlag van Denemarken  | Kenneth Pérez     | 29 augustus 1974  | Kopenhagen      | Ajax             | 2010     |
| 8   | Vlag van Nederland   | Ron Stam          | 18 juni 1984      | Breda           | NAC Breda        | 2012     |
| 18  | Vlag van Ivoorkust   | Cheik Tioté       | 21 juni 1986      | Yamoussoukro    | Anderlecht       | 2012     |
| 26  | Vlag van IJsland     | Bjarni Viðarsson  | 5 maart 1988      | Reykjavik       | Everton          | 2010     |
|     |                      | Aanvallers        |                   |                 |                  |          |
| 21  | Vlag van Oostenrijk  | Marko Arnautović  | 19 april 1989     | Wenen           | Floridsdorfer AC | 2011     |
| 7   | Vlag van Nederland   | Romano Denneboom  | 29 januari 1981   | Schiedam        | N.E.C.           | 2010     |
| 15  | Vlag van Nederland   | Eljero Elia       | 13 februari 1987  | Voorburg        | ADO Den Haag     | 2013     |
| 23  | Vlag van Nederland   | Patrick Gerritsen | 13 maart 1987     | Oldenzaal       | —                | 2010     |
| 9   | Vlag van Zwitserland | Blaise Nkufo      | 25 mei 1975       | ZAI Kinshasa    | Hannover 96      | 2010     |
| 25  | Vlag van Slowakije   | Andrej Rendla     | 13 oktober 1990   | Banská Bystrica | FK Dukla         | 2011     |
| 14  | Vlag van Australië   | Nikita Rukavytsya | 22 juni 1987      | Mykolajiv       | Perth Glory      | 2010     |

### Technische staf

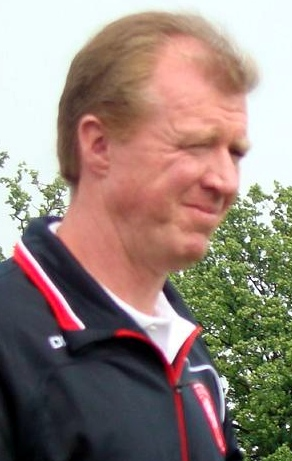
Hoofdtrainer en td Steve McClaren.

| Naam                   | Functie                          |
| ---------------------- | -------------------------------- |
| Steve McClaren         | Hoofdtrainer/technisch directeur |
| Erik ten Hag           | Assistent-trainer                |
| Kees van Wonderen      | Assistent-trainer                |
| Mohammed Allach        | Assistent technisch management   |
| Toon Renes             | Elftalbegeleider                 |
| Cees Lok               | Trainer Jong FC Twente           |
| Gekie Meins            | Hoofd medische zaken             |
| Allesandro Schoenmaker | Fysiektrainer                    |
| Theo Snelders          | Keeperstrainer                   |
| Boudewijn Pahlplatz    | Techniektrainer                  |
| Ralph Speerstra        | Fysiotherapeut                   |
| Arnold Newby           | Sportverzorger                   |
| Marcel Richter         | Fysiotherapeut                   |

## Mutaties

### Zomer

#### Aangetrokken

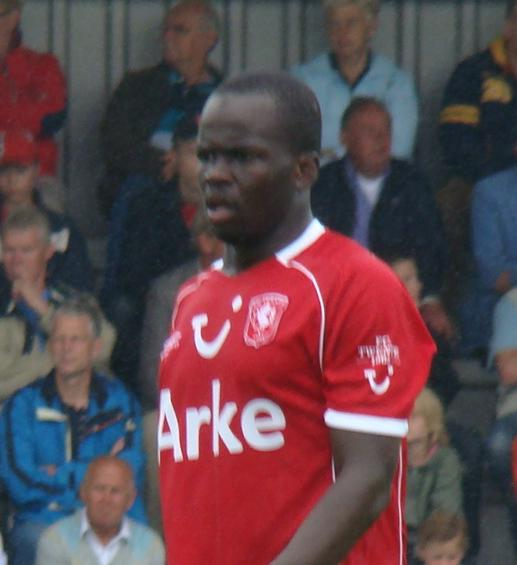
Cheik Tioté werd voor 2,5 miljoen euro overgenomen van Anderlecht.

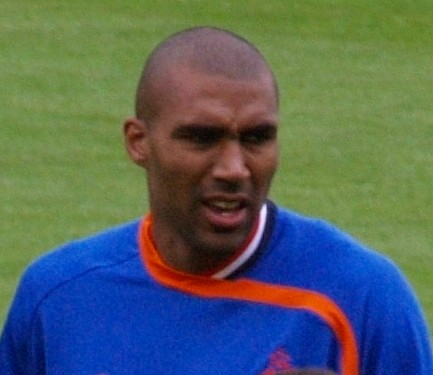
Orlando Engelaar vertrok voor circa zeven miljoen euro naar Schalke 04.

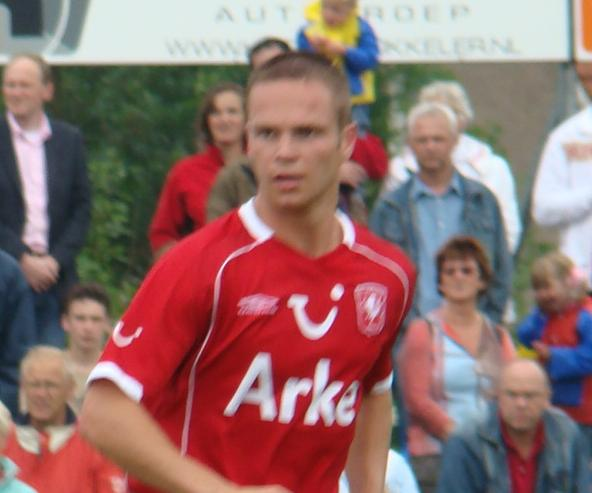
Ramon Zomer werd verhuurd aan NEC.

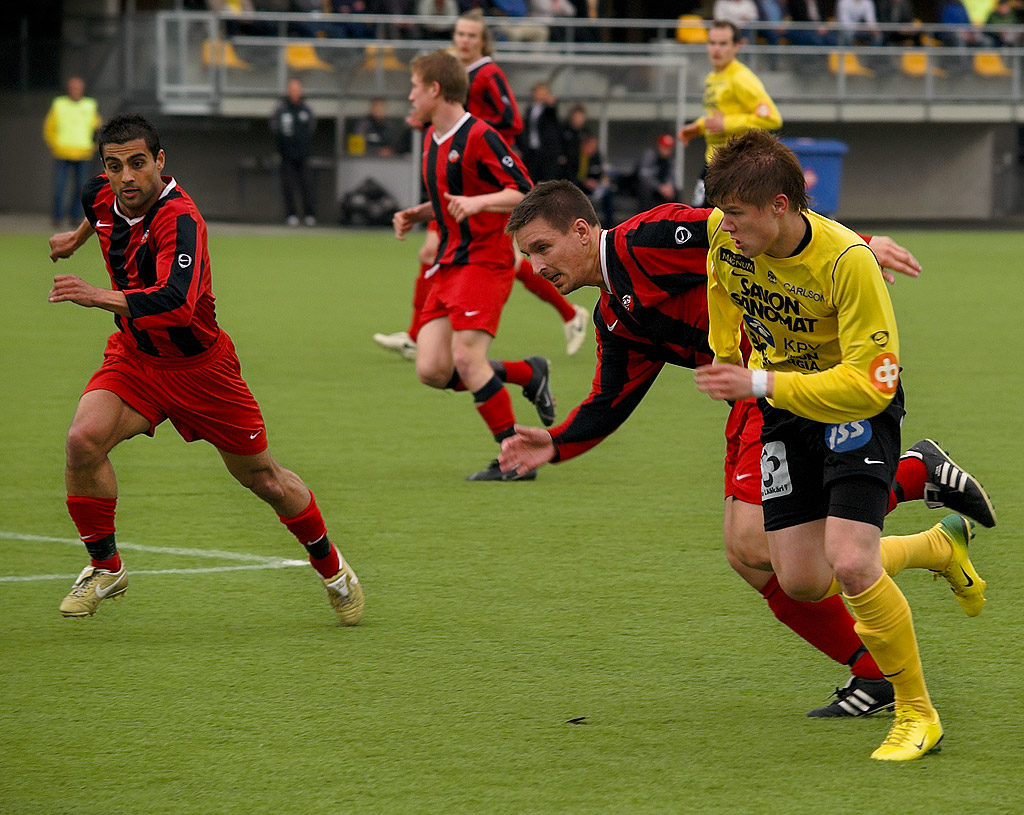
Fins jeugdinternational Petteri Pennanen werd voor een half jaar gehuurd van KuPS Kuopio.

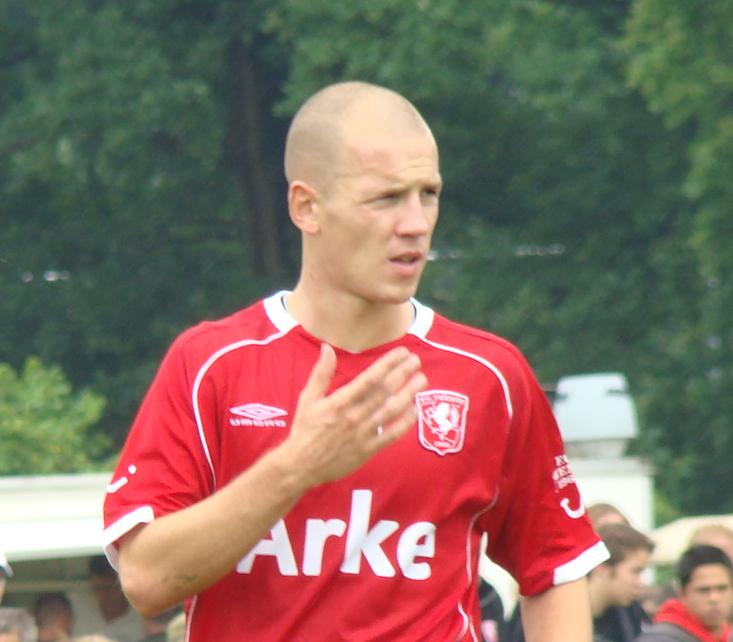
Stein Huysegems vertrok in de winterstop naar KRC Genk.

|                     | Naam              | Vorige club | Transfersom | Contract |
|                     | Aankoop           | Aankoop     | Aankoop     | Aankoop  |
| ------------------- | ----------------- | ----------- | ----------- | -------- |
| Vlag van Nederland  | Theo Janssen      | Vitesse     | € 1.500.000 | 2012     |
| Vlag van Ivoorkust  | Cheik Tioté       | Anderlecht  | € 2.500.000 | 2012     |
| Vlag van Nederland  | Ron Stam          | NAC Breda   | € 1.500.000 | 2012     |
|                     | Transfervrij      |             |             |          |
| Vlag van Denemarken | Kenneth Pérez     | Ajax        | n.v.t.      | 2010     |
|                     | Gehuurd           |             |             |          |
| Vlag van Bulgarije  | Nikolaj Michajlov | Liverpool   | n.v.t.      | 2010     |
| Vlag van Servië     | Slobodan Rajković | Chelsea     | n.v.t.      | 2009     |

#### Vertrokken
|                      | Naam             | Naar            | Transfersom | Wed.    | Doelp. |
|                      | Verkoop          | Verkoop         | Verkoop     | Verkoop |        |
| -------------------- | ---------------- | --------------- | ----------- | ------- | ------ |
| Vlag van Marokko     | Karim El Ahmadi  | Feyenoord       | € 5.000.000 | 109     | 3      |
| Vlag van IJsland     | Arnar Viðarsson  | Cercle Brugge   | onbekend    | 14      | 0      |
| Vlag van Nederland   | Marcel Kleizen   | FC Zwolle       | onbekend    | 8       | 0      |
| Vlag van Nederland   | Orlando Engelaar | Schalke 04      | € 7.000.000 | 69      | 11     |
| Vlag van Australië   | Luke Wilkshire   | Dinamo Moskou   | € 2.100.000 | 74      | 5      |
|                      | Transfervrij     |                 |             |         |        |
| Vlag van Nederland   | Alfred Schreuder | Vitesse         | n.v.t.      | 3       | 0      |
| Vlag van Zwitserland | Guilherme Afonso | BV Veendam      | n.v.t.      | 39      | 3      |
|                      | Verhuurd         |                 |             |         |        |
| Vlag van Nederland   | Halil Çolak      | Go Ahead Eagles | n.v.t.      | 0       | 0      |
| Vlag van Nederland   | Wout Droste      | Go Ahead Eagles | n.v.t.      | 0       | 0      |
| Vlag van Nederland   | Ramon Zomer      | N.E.C.          | n.v.t.      | 149     | 10     |

Aantal wedstrijden geeft het totale aantal gespeelde officiële wedstrijden weer

### Winter

#### Aangetrokken
|                    | Naam              | Vorige club   | Transfersom | Contract |
|                    | Aankoop           | Aankoop       | Aankoop     | Aankoop  |
| ------------------ | ----------------- | ------------- | ----------- | -------- |
| Vlag van Nederland | Peter Wisgerhof   | N.E.C.        | € 750.000   | 2012     |
| Vlag van Australië | Nikita Rukavytsya | Perth Glory   | onbekend    | 2010     |
| Vlag van Noorwegen | Flamur Kastrati   | Skeid Fotball | onbekend    | 2011     |
| Vlag van Tsjechië  | Martin Sus        | 1. FC Brno    | onbekend    | onbekend |
|                    | Gehuurd           |               |             |          |
| Vlag van Finland   | Petteri Pennanen  | KuPS Kuopio   | n.v.t.      | 2009     |

#### Vertrokken
|                    | Naam                       | Naar            | Transfersom  | Wed.    | Doelp. |
|                    | Verkoop                    | Verkoop         | Verkoop      | Verkoop |        |
| ------------------ | -------------------------- | --------------- | ------------ | ------- | ------ |
| Vlag van Nederland | Rob Wielaert               | Ajax            | € 3.000.000+ | 106     | 8      |
| Vlag van België    | Stein Huysegems            | KRC Genk        | € 900.000+   | 53      | 10     |
|                    | Verhuurd                   |                 |              |         |        |
| Vlag van Nederland | Tjaronn Chery              | SC Cambuur      | n.v.t.       | 1       | 0      |
| Vlag van Nederland | Jules Reimerink            | Go Ahead Eagles | n.v.t.       | 0       | 0      |
| Vlag van Polen     | Bartek Pacuszka            | Heracles Almelo | n.v.t.       | 0       | 0      |
|                    | Huurovereenkomst beëindigd |                 |              |         |        |
| Vlag van Marokko   | Ibrahim Maaroufi           | Vicenza         | n.v.t.       | 0       | 0      |

Aantal wedstrijden geeft het totale aantal gespeelde officiële wedstrijden weer

## Individuele statistieken
Legenda
- W Wedstrijden
- Wissel in
- Wissel uit
- Doelpunt
- A Assists
- Gele kaart
- 2× gele kaart in 1 wedstrijd
- Rode kaart

| Naam              | Eredivisie      | Eredivisie      | Eredivisie      | Eredivisie      | Eredivisie      | Eredivisie      | Eredivisie      | Eredivisie | Eredivisie |  | KNVB beker | KNVB beker | KNVB beker | KNVB beker | KNVB beker | KNVB beker | KNVB beker | KNVB beker |  | CL & UEFA Cup | CL & UEFA Cup | CL & UEFA Cup | CL & UEFA Cup | CL & UEFA Cup | CL & UEFA Cup | CL & UEFA Cup | CL & UEFA Cup | CL & UEFA Cup |
| Naam              | W               |                 |                 |                 | A               |                 |                 |            | Minuten    |  | W          |            |            |            | A          |            |            | Minuten    |  | W             |               |               |               | A             |               |               |               | Minuten       |
| Doelverdediging   | Doelverdediging | Doelverdediging | Doelverdediging | Doelverdediging | Doelverdediging | Doelverdediging | Doelverdediging |            |            |  |            |            |            |            |            |            |            |            |  |               |               |               |               |               |               |               |               |               |
| ----------------- | --------------- | --------------- | --------------- | --------------- | --------------- | --------------- | --------------- | ---------- | ---------- |  | ---------- | ---------- | ---------- | ---------- | ---------- | ---------- | ---------- | ---------- |  | ------------- | ------------- | ------------- | ------------- | ------------- | ------------- | ------------- | ------------- | ------------- |
| Sander Boschker   | 29              | 0               | 1               | 0               | 0               | 1               | 0               | 0          | 2565       |  | 6          | 0          | 0          | 0          | 0          | 0          | 0          | 600        |  | 9             | 0             | 0             | 0             | 0             | 1             | 0             | 0             | 840           |
| Nikolaj Michajlov | 6               | 1               | 0               | 0               | 0               | 1               | 0               | 0          | 495        |  | 0          | 0          | 0          | 0          | 0          | 0          | 0          | 0          |  | 1             | 0             | 0             | 0             | 0             | 0             | 0             | 0             | 90            |
| Verdediging       |                 |                 |                 |                 |                 |                 |                 |            |            |  |            |            |            |            |            |            |            |            |  |               |               |               |               |               |               |               |               |               |
| Edson Braafheid   | 33              | 0               | 2               | 1               | 1               | 4               | 0               | 0          | 2963       |  | 6          | 0          | 2          | 0          | 1          | 1          | 0          | 534        |  | 9             | 0             | 1             | 0             | 0             | 3             | 0             | 0             | 836           |
| Douglas           | 28              | 3               | 1               | 2               | 4               | 5               | 1               | 0          | 2233       |  | 6          | 2          | 1          | 0          | 0          | 0          | 0          | 454        |  | 10            | 0             | 0             | 0             | 1             | 2             | 0             | 0             | 930           |
| Jeroen Heubach    | 9               | 7               | 0               | 0               | 0               | 1               | 0               | 0          | 247        |  | 3          | 3          | 0          | 0          | 1          | 0          | 0          | 97         |  | 4             | 2             | 1             | 0             | 0             | 0             | 0             | 0             | 136           |
| Slobodan Rajković | 13              | 2               | 2               | 1               | 0               | 4               | 0               | 0          | 970        |  | 4          | 0          | 1          | 0          | 0          | 1          | 0          | 341        |  | 3             | 1             | 0             | 0             | 0             | 0             | 0             | 0             | 214           |
| Ron Stam          | 25              | 0               | 9               | 1               | 5               | 4               | 0               | 0          | 2130       |  | 5          | 1          | 2          | 0          | 1          | 1          | 0          | 462        |  | 8             | 0             | 5             | 0             | 1             | 1             | 0             | 0             | 660           |
| Niels Wellenberg  | 16              | 9               | 2               | 0               | 0               | 1               | 0               | 0          | 722        |  | 2          | 2          | 0          | 0          | 1          | 0          | 0          | 31         |  | 8             | 8             | 0             | 0             | 0             | 0             | 0             | 0             | 177           |
| Rob Wielaert      | 17              | 0               | 0               | 0               | 1               | 2               | 0               | 0          | 1530       |  | 2          | 0          | 0          | 1          | 0          | 0          | 0          | 180        |  | 8             | 0             | 0             | 2             | 0             | 2             | 0             | 0             | 720           |
| Luke Wilkshire    | 0               | 0               | 0               | 0               | 0               | 0               | 0               | 0          | 0          |  | 0          | 0          | 0          | 0          | 0          | 0          | 0          | 0          |  | 1             | 0             | 0             | 0             | 0             | 0             | 0             | 0             | 90            |
| Peter Wisgerhof   | 17              | 0               | 0               | 3               | 0               | 3               | 0               | 0          | 1530       |  | 4          | 0          | 2          | 0          | 1          | 0          | 0          | 301        |  | 0             | 0             | 0             | 0             | 0             | 0             | 0             | 0             | 0             |
| Middenveld        |                 |                 |                 |                 |                 |                 |                 |            |            |  |            |            |            |            |            |            |            |            |  |               |               |               |               |               |               |               |               |               |
| Wout Brama        | 32              | 1               | 7               | 0               | 3               | 2               | 0               | 0          | 2685       |  | 5          | 0          | 1          | 0          | 0          | 0          | 0          | 435        |  | 10            | 0             | 2             | 0             | 0             | 2             | 0             | 0             | 863           |
| Tjaronn Chery     | 1               | 1               | 0               | 0               | 0               | 0               | 0               | 0          | 0          |  | 0          | 0          | 0          | 0          | 0          | 0          | 0          | 0          |  | 0             | 0             | 0             | 0             | 0             | 0             | 0             | 0             | 0             |
| Youssouf Hersi    | 21              | 13              | 7               | 1               | 0               | 1               | 0               | 0          | 844        |  | 6          | 5          | 0          | 3          | 0          | 1          | 0          | 172        |  | 4             | 3             | 0             | 0             | 1             | 0             | 0             | 0             | 132           |
| Theo Janssen      | 28              | 9               | 9               | 4               | 2               | 3               | 0               | 0          | 1636       |  | 6          | 1          | 0          | 2          | 1          | 2          | 0          | 536        |  | 8             | 3             | 3             | 0             | 0             | 1             | 0             | 0             | 407           |
| Kenneth Pérez     | 26              | 1               | 16              | 6               | 9               | 6               | 0               | 0          | 1998       |  | 5          | 0          | 4          | 0          | 4          | 1          | 0          | 428        |  | 7             | 1             | 5             | 1             | 1             | 2             | 0             | 0             | 518           |
| Cheik Tioté       | 28              | 11              | 7               | 0               | 0               | 5               | 1               | 0          | 1747       |  | 3          | 1          | 0          | 0          | 0          | 0          | 0          | 255        |  | 10            | 2             | 1             | 0             | 0             | 3             | 0             | 0             | 838           |
| Dario Vujičević   | 1               | 1               | 0               | 0               | 0               | 0               | 0               | 0          | 4          |  | 0          | 0          | 0          | 0          | 0          | 0          | 0          | 0          |  | 0             | 0             | 0             | 0             | 0             | 0             | 0             | 0             | 0             |
| Aanval            |                 |                 |                 |                 |                 |                 |                 |            |            |  |            |            |            |            |            |            |            |            |  |               |               |               |               |               |               |               |               |               |
| Marko Arnautović  | 28              | 2               | 10              | 12              | 5               | 3               | 0               | 0          | 2273       |  | 5          | 1          | 1          | 1          | 2          | 0          | 0          | 343        |  | 8             | 1             | 4             | 1             | 0             | 1             | 0             | 0             | 569           |
| Romano Denneboom  | 24              | 14              | 6               | 3               | 0               | 0               | 0               | 0          | 972        |  | 3          | 1          | 1          | 3          | 0          | 1          | 0          | 288        |  | 9             | 2             | 4             | 2             | 0             | 0             | 0             | 0             | 677           |
| Eljero Elia       | 34              | 0               | 7               | 9               | 5               | 4               | 0               | 0          | 2897       |  | 5          | 0          | 1          | 4          | 2          | 1          | 0          | 499        |  | 8             | 0             | 2             | 1             | 2             | 3             | 0             | 0             | 716           |
| Patrick Gerritsen | 1               | 1               | 0               | 0               | 0               | 0               | 0               | 0          | 4          |  | 0          | 0          | 0          | 0          | 0          | 0          | 0          | 0          |  | 1             | 1             | 0             | 0             | 0             | 0             | 0             | 0             | 0             |
| Stein Huysegems   | 12              | 10              | 1               | 1               | 1               | 0               | 0               | 0          | 338        |  | 2          | 1          | 0          | 1          | 0          | 0          | 0          | 101        |  | 6             | 4             | 0             | 0             | 0             | 0             | 0             | 0             | 248           |
| Blaise Nkufo      | 31              | 0               | 2               | 16              | 7               | 4               | 0               | 0          | 2763       |  | 6          | 0          | 2          | 4          | 2          | 0          | 0          | 543        |  | 6             | 0             | 0             | 1             | 1             | 1             | 0             | 0             | 570           |
| Nikita Rukavytsya | 3               | 3               | 0               | 0               | 0               | 0               | 0               | 0          | 17         |  | 0          | 0          | 0          | 0          | 0          | 0          | 0          | 0          |  | 0             | 0             | 0             | 0             | 0             | 0             | 0             | 0             | 0             |
| Totaal            | 34              |                 |                 | 60              | 43              | 53              | 2               | 0          | 3060       |  | 6          |            |            | 19         | 16         | 9          | 0          | 600        |  | 10            |               |               | 8             | 7             | 22            | 0             | 0             | 930           |
| Naam              | W               |                 |                 |                 | A               |                 |                 |            | Minuten    |  | W          |            |            |            | A          |            |            | Minuten    |  | W             |               |               |               | A             |               |               |               | Minuten       |
| Naam              | Eredivisie      | Eredivisie      | Eredivisie      | Eredivisie      | Eredivisie      | Eredivisie      | Eredivisie      | Eredivisie | Eredivisie |  | KNVB beker | KNVB beker | KNVB beker | KNVB beker | KNVB beker | KNVB beker | KNVB beker | KNVB beker |  | CL & UEFA Cup | CL & UEFA Cup | CL & UEFA Cup | CL & UEFA Cup | CL & UEFA Cup | CL & UEFA Cup | CL & UEFA Cup | CL & UEFA Cup | CL & UEFA Cup |

## Jong FC Twente in de KNVB beker
Door het landskampioenschap in de beloftencompetitie 2007/08 kreeg Jong FC Twente het recht om in de KNVB beker 2008/09 uit te komen. In de eerste ronde had het net als de ploegen uit de Eredivisie en Eerste divisie een bye, in de tweede ronde werd een thuiswedstrijd geloot tegen ADO Den Haag uit de Eredivisie.
In het basiselftal waren twee spelers opgenomen met ervaring in het eerste elftal van FC Twente, namelijk doelverdediger Nikolaj Michajlov en aanvaller Patrick Gerritsen. Het team verloor met 4-1.
|                                                                   |                |               |                                                                         | |
| 25 september 2008                                                 | Jong FC Twente | 1 - 4 (1 - 3) | ADO Den Haag                                                            | Opstelling Jong FC Twente: |
| (2e ronde) De Grolsch Veste 1.150 toeschouwers Raymond van Meenen | Joran Pot 45'  |               | 14' Lex Immers 29' Csaba Horváth 37' Karim Soltani 68' Fabio Caracciolo | Michajlov, Bannink (46’ Schimpelsberger), Scheurwater (74’ Pacuszka), Davina , Jallo, Pot, Chery, Vujičević, Gerritsen, Nieuwboer (51’ Der), Nahrwold Davina (38') |
|                                                                   |                |               |                                                                         | |